# The Present (película)
The Present (en español Un regalo para papá y mamá) es una película de comedia estadounidense escrita por Jay Martel, dirigida por Christian Ditter y protagonizada por Isla Fisher y Greg Kinnear.

## Sinopsis
Un niño brillante descubre que puede manipular el tiempo usando una reliquia familiar. Pronto se une a sus hermanos para regresar al momento en que sus padres se separaron, con la esperanza de cambiar el resultado.

## Reparto
- Isla Fisher como Jen Diehl[1]
- Greg Kinnear como Eric Diehl[1]
- Easton Rocket Sweda como Taylor Diehl[1]
- Shay Rudolph como Emma Diehl[1]
- Mason Shea Joyce como Max Diehl[1]
- Ryan Guzman como Richard Addison[2]

## Producción
La producción de la película comenzó en Los Ángeles en mayo de 2022. Inicialmente, Ross Butler fue elegido para el papel de Guzmán.

## Estreno
En marzo de 2024, se anunció que Gravitas Ventures había adquirido los derechos de distribución de la película, estos la estrenaron el 14 de junio de 2024.